# Amina Khoulani
Amina Khoulani (in arabo أمينة خولاني‎?; Daraya, ...) è un'attivista siriana.
Sopravvissuta alle prigioni di Assad, ha ottenuto l'esilio a Manchester nel Regno Unito nel 2014. Da allora ha scelto di mobilitarsi per supportare altri prigionieri siriani e contribuendo a sostenere le loro famiglie. A marzo 2020 è stata premiata con l'International Woman of Courage Award.

## Biografia
Nel 2013 è stata arrestata in Siria per aver preso parte a proteste pacifiche contro il regime dopo aver perso tre fratelli, anche essi attivisti per la pace e vittime di sparizioni forzate dopo essere stati incarcerati..  Khoulani è stata in carcere sei mesi, la detenzione di suo marito nella prigione di Sadnaya è invece durata due anni e mezzo.
Dopo la scarcerazione, nel 2014, Khoulani ha lasciato la Siria  e ha iniziato a mobilitarsi a favore della liberazione di altri prigionieri siriani. È co-fondatrice di "Families for Freedom", un'associazione guidata da donne nata nel 2017 che ha l'obiettivo di aiutare e sostenere le famiglie delle persone detenute, scomparse o vittima di sparizioni forzate in Siria.

Il 9 agosto 2019 Koulani ha indirizzato un discorso ai rappresentanti del Consiglio di Sicurezza delle Nazioni Unite per mettere in luce le violenze e le ingiustizie perpetrate contro il popolo siriano dal regime di Assad, in cui ha dichiarato:
Reclamare giustizia per le famiglie dei detenuti non è solo la cosa giusta da fare a livello morale, ma è anche un dovere se vogliamo affrontare le radici e le cause profonde di un grave conflitto. Una risposta politica credibile, solida e giusta non può non affrontare la questione dei detenuti.Tutti i cittadini siriani devono poter vivere liberi dalla paura di arresti arbitrari, torture ed esecuzioni.
Il 4 marzo 2020 a Washington Koulani ha ricevuto l'International Woman of Courage Award dal Segretario di Stato americano Mike Pompeo alla presenza della First Lady Melania Trump.